# Rick Snyder
Richard Dale "Rick" Snyder (Battle Creek, Michigan, 19 de agosto de 1958) é um empresário e político americano, membro do Partido Republicano. Ele foi governador de Michigan de 1 de janeiro de 2011 até 1 de janeiro de 2019.  Ele nunca tinha concorrido para nenhum cargo politico antes, era praticamente um desconhecido, mesmo assim foi eleito governador em 2 de novembro de 2010 com uma maioria de 58% dos votos, sucedendo a democrata Jennifer Granholm. Snyder foi reeleito para mais um mandato em 2014. Seu mandato acabou no dia 1 de janeiro de 2019.

## Crise aquífera de Flint
O Governador Rick Snyder e sua administração tem sido amplamente culpados pelos erros que levaram até a crise aquífera de Flint, com várias pessoas pedindo por sua renúncia.
O contaminação da água potável começou em abril de 2014, quando Flint trocou sua fonte da água tratada do Detroit Water and Sewerage Department (que a tirada do Lago Huron e o Rio Detroit) para o Rio Flint. Os oficiais falharam em colocar inibidores de corrosão na água. Como resultado, vários problemas ocorreram que culminaram com contaminação por chumbo, criando um perigo sério de Saúde pública.
A água do Rio Flint que foi tratada de forma imprópria fez com que o chumbo saísse dos encanamentos envelhecidos ao ocorrer a lixiviação no suprimento de água, levando a níveis extremamente elevados de neurotoxinas de metais pesados. Em Flint, entre 6 000 e 12 000 crianças foram expostas á água potável com altos níveis de chumbo e elas podem experimentar um grande número de problemas de saúde.  Estado de emergência em saúde pública - 79 ações judiciais.
Devido à mudança da fonte de água, a porcentagem de crianças em Flint com níveis elevados de chumbo no sangue devem ter subido de 2,5% em 2013 para tanto que 5% em 2015. A mudança na fonte de água também é a causa possível do surto da Doença dos legionários no condado, que matou 10 pessoas e afetou outras 77.